# メトシェラ (木)

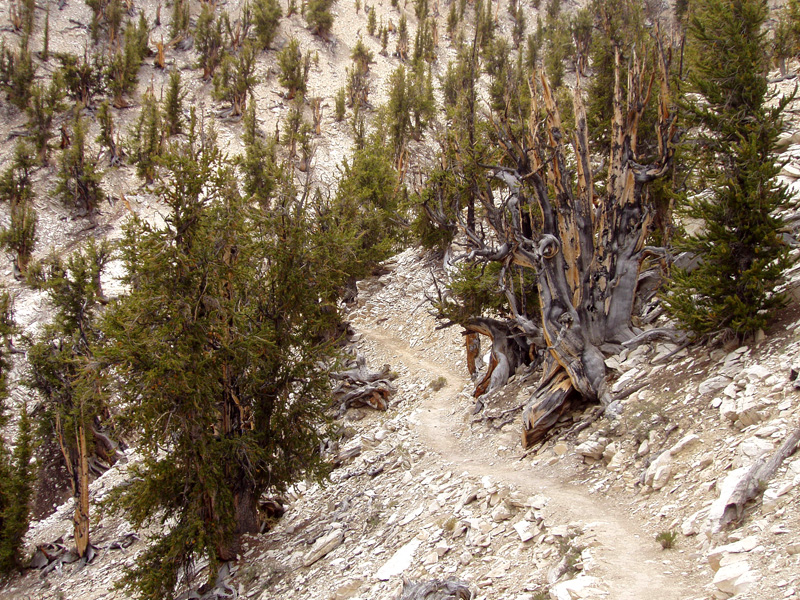
ホワイトマウンテンズの"Methuselah Grove"

メトシェラ(Methuselah)は、カリフォルニア州東部のインヨー郡ホワイトマウンテンズの高地に生える樹齢約4,800年のブリストルコーンパインBristlecone pineである。

## 地形
メトシェラは969歳まで生きたとされる旧約聖書の登場人物メトシェラにちなんで名付けられた。インヨー国立森林公園の"Forest of Ancients"地区の中にある"Methuselah Grove"で、海抜2,900mから3,000mの高度に生える。破壊行為から守るため、メトシェラの正確な位置は公開されていない。

## 最古
メトシェラは、1957年に Edmund SchulmanとTom Harlanが調査用のサンプルを採取した時点で4,789歳であり、紀元前2832年に発芽したと推定されている。メトシェラはクローン性生物を除いて、既知の最古の樹木とされてきたが、さらに樹齢が長いブリスルコーンパインが同じホワイトマウンテンズにあると2013年に発表された。

### その他の最古の生物

#### ブリスルコーンパイン
プロメテウスと名付けられたブリスルコーンパインのWPN-114は、1964年に切り倒された時点で4,844歳を超えており、紀元前2880年に発芽したと推定されている。また、約4,600歳の別のブリスルコーンパインは現在も生きている。これらの木や別のブリスルコーンパインのサンプルに基づく年輪年代学は、約500年の誤差はあるものの、紀元前9000年まで遡ることができることになった。

#### クローン性生物
これまでに発見された別の長寿の生物は、クローン性のコロニーである。例えば、カリフォルニア州のモハーヴェ砂漠にあり「キング・クローン」と名付けられたハマビシ科の低木Larrea tridentataのコロニーは約11,700歳、スウェーデンにあり「オールドティッコ」（Old Tjikko）と名付けられたオウシュウトウヒのコロニーは約9,500歳である。